# Tibor Huszár
 (avril 2025).
Si vous disposez d'ouvrages ou d'articles de référence ou si vous connaissez des sites web de qualité traitant du thème abordé ici, merci de compléter l'article en donnant les références utiles à sa vérifiabilité et en les liant à la section « Notes et références ».
 (juillet 2018).
Tibor Huszár  (né le 16 juin 1952 à Reca, Tchécoslovaquie, et mort le 11 septembre 2013 à Modra, Slovaquie) est un photographe slovaque.

## Biographie
- 1952 : Naissance à Reca, Tchécoslovaquie
- 1974-1976 : Lycée à PEZINOK – Tchécoslovaquie
- 1976-1983 : Université FAMU de Prague, Département de la Photographie d’art sous la Direction du Professeur Jan SMOK
- 1991-1992 : Colombia University /  Teacher’s college/, New York, USA
- 1992 : School of Visual Art, NY, USA
- 1993 : New-York University, NY, USA,  West Side High School (Visual Art and Multimedia) NY, USA
- 2003 : Professeur à l’Université UCM de TRNAVA (Slovaquie) Faculté de médias communication
- 2004 : Professeur à l’Académie des Arts de Banska Bystrica (Slovaquie)
- 2004–2005 : Académie des Arts de Bratislava : Doctorat de photographie
- 2006 : Habilitation au poste de Professeur des Universités à l’Université des arts de Bratislava.
- 2007 : Professeur à l’Université de Constantine et Méthod à TRNAVA, Slovaquie

## Expositions
- 1970 Senec – École des arts, Tchécoslovaquie
- 1973 Senec – Maison de la culture, Tchécoslovaquie
- 1976 Banska Bystrica – Tour Club, Tchécoslovaquie
- 1982 Prague – AMU Galerie,  Tchécoslovaquie
- 1985 Budapest – Centre culturel Tchécoslovaque, Hongrie

Bratislava – salle d’exposition « Slovensky spisovatel », Portraits, curatrice Daniela    
Mrazikova,  Tchécoslovaquie
- 1987 Bratislava - salle d’exposition « Slovensky spisovatel », Tsigane,Tchécoslovaquie
- 1988 Berlin – Centre culturel de Tchécoslovaquie, Allemagne de l’Est

Prague – Théâtre Burian, curatrice Dr. Anna Farova, Tchécoslovaquie
Suchumi – Galerie nationale de Abchas, USSR
- 1989 Vienne – Galerie de Peter Gauss, Autriche
- 1990 Koln – Galerie Ramer, Allemagne de l’Ouest
- 1991 Budapest  – Centre culturel  Tchécoslovaque, Hongrie
- 1992 New York – Pelhram Art Center, USA
- 1998 Bratislava – Gallery Profil, Slovaquie

Bratislava – Galerie Nationale Slovaque, Koloman Sokol, Slovaquie
- 2000 Liptovsky Mikulas – Galerie P.M.Bohun, Slovaquie

Bratislava – Hôtel Devin, New York – La ville de tolérance, Slovaquie
- 2002 Ouverture de la Galerie des éecrivans tchécoslovaque, École primaire Skycov Slovaquie.

Centre de Koloman Sokol, Liptovsky Mikulas, Slovaquie
- 2003 Palace Palugay, Ministère des affaires étrangères, Bratislava,

Slovaquie
- 2004 Pavillon Slovaque, photographies de livre New York – Ville de tolérance,

Genève, Suisse 
Maison de ville, Tsiganes, Mittelbach, Autriche
- 2005 Bratislava – La maison des arts : L’ombre et la lumière, Slovaquie

Budapest – Galerie nationale : Portraits de Koloman Sokol
Dunajska Streda – Galerie de l’art contemporain : Enfants de Dieu ,
Slovaquie
- 2006 Helsinki, Finlande – Caisa : Tsiganes

Budapest – Musée d’Ernst : Sélection des œuvres, Hungry
Galanta – Musée de Ville : Enfants de Dieu II, Slovaquie
Vrbove – Lycée : Enfants de Dieu III
Piestany – Galerie : Favelas et carnaval de Brésil, Slovaquie
- 2007 Bologne – Palazzo d’Accursio, Italie

Trnava – Synagogue, Slovaquie

## Collections publiques
- Bratislava -Galerie nationale Slovaque, Slovaquie
- Prague – musée des Art et Graphique, Tchèque République
- Lausanne – Musée de l’Elysée, Suisse
- New York – Muse de Brooklyn, USA
- Boston -Navigator Foundation, USA
- Brno – Galerie de Morava, Tchèque république
- Martin – Galerie Turcan, Slovaquie
- Bratislava – Galerie Zoya, Slovaquie

## Prix
- 1983 Plaquette de l’or  - VII.Internationale triennale compétition de photographies de théâtre, Novi Sad, Jugoslavija
- 1984 Prix de Fond de artistes peintres, Bratislava, Tchécoslovaquie
- 1998 Le plus beau livre de l’année, Koloman Sokol, Bratislava, Slovaquie
- 2001 Prix du ministre de la culture Slovaque, New York - La ville de tolérance,

Bratislava, Slovaquie
Le plus beau livre de l’année, New York - La ville de tolérance,
Bratislava, Slovaquie
- Plaquette commémorative de Koloman Sokol, Liptovsky Mikulas,

Slovaquie
- 2007 Photographe de l’année – Bratislava - Slovaquie